# Martin Šustáček
Martin Šustáček (* 18. červen 1969 v Brně) je bývalý československý fotbalový záložník.

## Hráčská kariéra
Je odchovancem královopolské a zbrojovácké kopané. V československé lize debutoval 29. října 1989 v zápase Dukly Praha, v níž byl na vojně, na hřišti Chebu, celkem v ní odehrál 37 utkání a vstřelil 3 góly. Po skončení aktivní dráhy v roce 2009 se věnuje trénování v Sokole Křoví.

### Ligová bilance
| Ročník                                   | Zápasy | Góly | Klub               |
| ---------------------------------------- | ------ | ---- | ------------------ |
| 1. československá fotbalová liga 1989/90 | 7      | 1    | ASVS Dukla Praha   |
| 1. československá fotbalová liga 1989/90 | 2      | 0    | TJ Zbrojovka Brno  |
| 1. československá fotbalová liga 1990/91 | 7      | 1    | FC Zbrojovka Brno  |
| 1. česká fotbalová liga 1996/97          | 13     | 0    | FC Bohemians Praha |
| Gambrinus liga 1997/98                   | 8      | 1    | SK Sigma Olomouc   |
| CELKEM                                   | 37     | 3    |                    |